# Temporada 1950-51 de los Philadelphia Warriors
La Temporada 1950-51 fue la quinta de los Philadelphia Warriors en la NBA. La temporada regular acabó con 40 victorias y 26 derrotas, ocupando el primer puesto de la División Este, clasificándose para los playoffs en los que cayeron en la primera ronda ante Syracuse Nationals.

## Elecciones en elDraft
| Ronda | Puesto | Jugador       | Posición   | Nacionalidad   | Universidad |
| ----- | ------ | ------------- | ---------- | -------------- | ----------- |
| T     | -      | Paul Arizin   | Base/Alero | Estados Unidos | Villanova   |
| 2     | 14     | Ed Dahler     | Alero      | Estados Unidos | Duquesne    |
| 5     | 50     | Ike Borsavage | Ala-Pívot  | Estados Unidos | Temple      |

## Temporada regular
| División Este           | División Este | División Este | División Este | División Este | División Este | División Este | División Este | División Este |
| Equipo                  | G             | P             | %             | PD            | Casa          | Fuera         | Neutral       | Div           |
| ----------------------- | ------------- | ------------- | ------------- | ------------- | ------------- | ------------- | ------------- | ------------- |
| x-Philadelphia Warriors | 40            | 26            | .606          | -             | 28-4          | 11-21         | 1-1           | 22-14         |
| x-Boston Celtics        | 39            | 30            | .565          | 1             | 25-5          | 10-23         | 4-2           | 21-19         |
| x-New York Knicks       | 36            | 30            | .545          | 4             | 22-5          | 10-25         | 4-0           | 21-15         |
| x-Syracuse Nationals    | 32            | 34            | .485          | 8             | 23-10         | 9–24          | -             | 19-17         |
| Baltimore Bullets       | 24            | 42            | .364          | 16            | 20-12         | 4–24          | 0-6           | 12-24         |
| Washington Capitols     | 10            | 25            | .286          | 30            | 7-12          | 3–12          | 0-1           | 6-12          |

## Playoffs

### Semifinales de División
Philadelphia Warriors - Syracuse Nationals
| Fecha       | Partido                                              | Ciudad     |
| ----------- | ---------------------------------------------------- | ---------- |
| 20 de marzo | Philadelphia Warriors 89, Syracuse Nationals 91 (OT) | Filadelfia |
| 22 de marzo | Syracuse Nationals 90, Philadelphia Warriors 78      | Syracuse   |
|             | Syracuse gana las series 2-0                         |            |

## Estadísticas
| Rk | Jugador         | Edad | P  | PT | MP | TC  | TCI  | %TC  | 3P | 3PI | %3P | TL  | TLI | %TL  | RO | RD | RT  | AS  | RB | TAP | BP | FP  | PTS  |
| 1  | Joe Fulks       | 29   | 66 |    |    | 6.5 | 20.6 | .316 |    |     |     | 5.7 | 6.7 | .855 |    |    | 7.9 | 1.8 |    |     |    | 3.7 | 18.7 |
| 2  | Paul Arizin     | 22   | 65 |    |    | 5.4 | 13.3 | .407 |    |     |     | 6.4 | 8.1 | .793 |    |    | 9.8 | 2.1 |    |     |    | 4.4 | 17.2 |
| 3  | Andy Phillip    | 28   | 66 |    |    | 4.2 | 10.5 | .399 |    |     |     | 2.9 | 3.8 | .751 |    |    | 6.8 | 6.3 |    |     |    | 3.3 | 11.2 |
| 4  | George Senesky  | 28   | 65 |    |    | 3.8 | 10.8 | .354 |    |     |     | 2.8 | 3.7 | .761 |    |    | 5.0 | 5.3 |    |     |    | 2.2 | 10.4 |
| 5  | Bill Closs      | 29   | 65 |    |    | 3.1 | 9.7  | .320 |    |     |     | 2.6 | 3.4 | .744 |    |    | 6.2 | 1.7 |    |     |    | 2.4 | 8.8  |
| 6  | Vern Gardner    | 25   | 61 |    |    | 2.1 | 6.3  | .337 |    |     |     | 1.1 | 1.6 | .711 |    |    | 3.9 | 1.5 |    |     |    | 2.4 | 5.4  |
| 7  | Ron Livingstone | 25   | 63 |    |    | 1.7 | 5.6  | .295 |    |     |     | 1.2 | 1.7 | .697 |    |    | 4.7 | 1.2 |    |     |    | 3.5 | 4.5  |
| 8  | Nelson Bobb     | 26   | 53 |    |    | 1.0 | 3.0  | .329 |    |     |     | 0.8 | 1.5 | .557 |    |    | 1.9 | 1.5 |    |     |    | 1.6 | 2.8  |
| 9  | Ike Borsavage   | 26   | 24 |    |    | 1.1 | 3.1  | .351 |    |     |     | 0.5 | 0.8 | .667 |    |    | 1.0 | 0.2 |    |     |    | 1.4 | 2.7  |
| 10 | Leo Mogus       | 29   | 57 |    |    | 0.8 | 2.1  | .352 |    |     |     | 0.9 | 1.5 | .616 |    |    | 1.8 | 0.6 |    |     |    | 1.1 | 2.4  |
| 11 | Easy Parham     | 29   | 7  |    |    | 0.3 | 0.9  | .333 |    |     |     | 0.3 | 0.9 | .333 |    |    | 1.3 | 0.3 |    |     |    | 0.3 | 0.9  |
| 12 | Ed Mikan        | 25   | 33 |    |    | 3.7 | 9.7  | .380 |    |     |     | 2.3 | 3.2 | .731 |    |    |     | 0.8 |    |     |    | 3.3 | 9.7  |

## Galardones y récords
| Jugador   | Galardón                    |
| Joe Fulks | 2º Mejor quinteto de la NBA |